# Roy Campanella (rendező)
Roy Campanella II (Brooklyn, 1948. június 20. –) amerikai filmrendező. Édesapja az olasz (szicíliai)-afroamerikai baseballjátékos Roy Campanella. A Baywatch sorozat egyik rendezője.

## Filmjei

### Filmrendezőként
- Simon & Simon (1983-1985)
- Knight Rider (1985)
- Knots Landing (1985-1987)
- Dallas (1986)
- Falcon Crest (1986-1987)
- Hotel (1987)
- Rejtély a hullaházban (1988) (filmproducer és forgatókönyvíró is)
- Mancuso, FBI (1989-1990)
- Az élet megy tovább (1990)
- Halálbiztos diagnózis (1994)
- Baywatch (1994)
- Quinn doktornő (1997)
- Beverly Hills 90210 (1999-2000)

### Filmproducerként
- 227 (1985)